# Thuận quý nhân
Thuận Quý nhân Nữu Hỗ Lộc thị (chữ Hán: 順貴人鈕祜祿氏; 1748 - 1788) là phi tần của Thanh Cao Tông Càn Long Hoàng đế.

## Xuất thân
Thuận Quý nhân sinh ngày 25 tháng 11 (âm lịch) năm Càn Long thứ 12 (1748), xuất thân thuộc gia tộc Nữu Hỗ Lộc của Mãn Châu Tương Hoàng kỳ, dòng dõi Hoằng Nghị công Ngạch Diệc Đô. Gia tộc của bà hết sức tôn quý, Hiếu Chiêu Nhân Hoàng hậu của Khang Hi Đế là cô tổ mẫu của bà. Bà có một cháu gái trong họ cũng là phi tần của Càn Long Đế, tức Thành tần.
Tổ phụ Doãn Đức (尹德), là con trai thứ tư của Thái sư Nhất đẳng Công Át Tất Long, đại thần phụ chính thời Thanh Thánh Tổ Khang Hi Hoàng đế. Sau khi Át Tất Long qua đời, Doãn Đức tiếp tục vào triều làm quan, thụ Tá lĩnh thụ Thị vệ (佐領授侍衛) tùy Khang Hi Đế chinh phạt Cát Nhĩ Đan, rồi từ Đô thống thăng lên Thị vệ Nội đại thần (侍衛內大臣), kiêm Nghị chính đại thần, rồi lại kế tục tước vị [Quả Nghị công; 果毅公] của dòng dõi sau khi người cháu trực hệ đại tông là A Nhĩ Tùng A bị trách cứ tước vị. Doãn Đức qua đời vào năm Ung Chính, do có danh vọng nên Doãn Đức được ân thưởng rất hậu hĩnh, có tiếng là hiền thần, được vào Hiền Lương từ (賢良祠), truy phong Nhất đẳng công tước.
Thân phụ Ái Tất Đạt (愛必達) - con trai của Doãn Đức tiếp tục làm quan, vào năm Càn Long thứ 26 (1761) tiếp nhận Tổng đốc Hồ Quảng, sau làm Tổng đốc Hà Đạo, Tuần phủ hai xứ Chiết Giang và Quý Châu. Bên cạnh đó, trong nhà bà còn có bá phụ Sách Lăng (策楞) cùng thúc phụ Nột Thân (訥親), đều là danh quan thời Càn Long.

## Đại Thanh tần phi
Năm Càn Long thứ 31 (1766), ngày 26 tháng 6 (âm lịch), Nữu Hỗ Lộc thị khi 18 tuổi nhập cung, hiệu Thường Quý nhân (常貴人). Năm Càn Long thứ 33 (1768), Nữu Hỗ Lộc thị được thăng lên là Thuận tần (順嬪).
Năm Càn Long thứ 41 (1776), bà được thăng lên Thuận phi (順妃). Theo Thanh cung y án ghi lại, Nữu Hỗ Lộc thị vào năm này mang thai, nhưng cuối cùng sinh non. Không rõ việc Nữu Hỗ Lộc thị được tấn làm Phi có liên quan gì hay không. Buổi lễ thăng phong hiệu được diễn ra vào năm sau nhưng đã bị trì hoãn đến 2 năm do Sùng Khánh Hoàng thái hậu băng hà.
Năm Càn Long thứ 44 (1779), ngày 1 tháng 2, Càn Long Đế ra chỉ dụ: ["Gian thị tẩm của Thuận phi tại Dưỡng Tâm điện nay cấp cho Đôn tần, chỗ của Đôn tần cấp cho Thuận phi. Minh Thường tại ở gian thứ trong chỗ của Thuận phi. Chỗ ở của Dung phi tại Viên Minh viên cấp cho Đôn tần, chỗ của Đôn tần chuyển cho Dung phi. Thuận phi đem Minh Thường tại trụ tại Vĩnh Thọ cung"; 養心殿順妃住處給惇嬪，惇嬪住處給順妃。明常在住順妃次間。圓明園容妃住處給惇嬪住，惇嬪住處給容妃。順妃帶明常在住永壽宮].
Cùng năm, ngày 8 tháng 10 (âm lịch), đồng loạt làm lễ tấn phong cho Thuận phi cùng Thành tần và Tuần tần. Lấy Hiệp Bạn Đại học sĩ Anh Liêm (英廉) làm Chính sứ, Lễ bộ Thị lang A Túc (阿肅) làm Phó sứ, tiến hành lễ sắc phong cho Thuận phi.

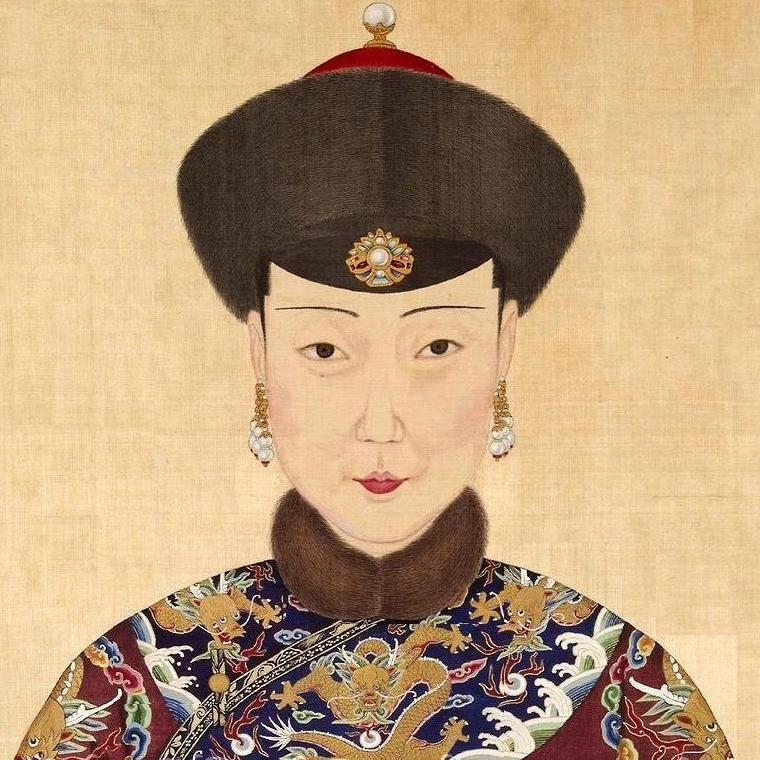
The_Qing_Dynasty_Consort_Niuhuru.jpg

## Bị giáng truất và qua đời
Năm Càn Long thứ 52 (1787), gặp sinh nhật của Thuận phi, trong vật ban thưởng dự định có thêm ngân nguyên bảo cửu, nhưng Càn Long Đế đột ngột bỏ đi, chỉ án theo lễ vật như bình thường, bỏ đi ngân nguyên bảo cửu.
Năm Càn Long thứ 53 (1788), ngày 9 tháng 1, Tổng quản Thái giám Vương Thừa Nghĩa (王承義) truyền chỉ:「"Tương Thuận phi hàng vi Tần, kỳ Phi phân sách, ấn triệt xuất, giao Nội vụ phủ đại thần"」. Sang ngày 25 tháng 1 lại truyền chỉ dụ tiếp:「"Tương Thuận tần hàng vi Quý nhân, kỳ Tần phân sách, ấn triệt xuất, giao Nội vụ phủ đại thần"」. Theo đó, Nữu Hỗ Lộc thị đã bị hạ bậc từ "Thuận phi" xuống thành Quý nhân mà không rõ lý do. Không rõ ngày bà qua đời, chỉ biết là cũng vào năm Càn Long thứ 53, cả Tinh nguyên cát khánh (星源吉慶) cùng Thanh hoàng thất tứ phổ (清皇室四譜) cũng không xác minh được.
Năm Càn Long thứ 55 (1790), ngày 18 tháng 12 (âm lịch), Thuận Quý nhân được an táng tại Phi viên tẩm của Dụ lăng, Thanh Đông lăng.

## Trong văn hóa đại chúng
| Năm  | Phim điện ảnh và truyền hình | Nhân vật             | Diễn viên       |
| ---- | ---------------------------- | -------------------- | --------------- |
| 2018 | Diên Hi công lược            | Nữu Hỗ Lộc Trầm Bích | Trương Gia Nghê |

- Theo nguyên tác bộ phim, Trầm Bích được xây dựng dựa trên hình tượng Dung phi Hòa Trác thị của Càn Long. Nhưng khi lên phim, do một số lý do liên quan đến chính trị và sắc tộc, tất cả cảnh quay ngoại bang của Trầm Bích đã bị cắt bỏ hết, ngay cả tước vị Dung phi cũng được đổi thành Thuận tần.